# Lithocarpus debaryanus
Lithocarpus debaryanus är en bokväxtart som först beskrevs av Otto Warburg, och fick sitt nu gällande namn av Markgr. Lithocarpus debaryanus ingår i släktet Lithocarpus och familjen bokväxter.
Artens utbredningsområde är Papua Nya Guinea. Inga underarter finns listade.